# Froidmont
Froidmont is een dorp in de Belgische provincie Henegouwen, en een deelgemeente van de Waalse stad Doornik. Froidmont was een zelfstandige gemeente, tot die bij de gemeentelijke herindeling van 1977 toegevoegd werd aan de gemeente Doornik.

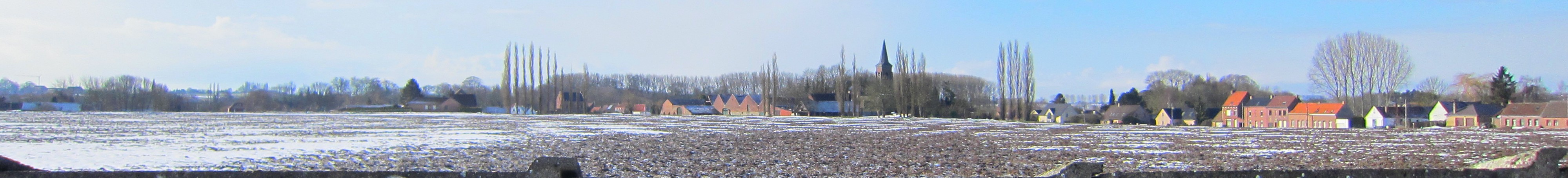
Zicht op Froidmont

## Bezienswaardigheden
- Het Croix de Pierre, een wegkruis van 1631.
- De Sint-Piatuskerk (Église Saint-Piat) is een bakstenen neogotisch kerkgebouw van 1854.
- Het Kasteel van Froidmont (Château de Froidmont) uit de eerste helft van de 19e eeuw, in neoclassicistische stijl. Omringd door een landschapspark.
- Op de begraafplaats van Froidmont bevindt zich een perk met Belgische gesneuvelden, oud-strijders en krijgsgevangen uit beide wereldoorlogen. Er bevindt zich ook een perk met 9 Britse gesneuvelden uit de Eerste Wereldoorlog.

## Natuur en landschap
Froidmont ligt aan de Rieu de Barges die in oostelijke richting naar de Schelde stroomt. De hoogte bedraagt 47-79 meter.

## Demografische ontwikkeling
- Bronnen:NIS, Opm:1831 tot en met 1970=volkstellingen

## Politiek
Froidmont had een eigen gemeentebestuur en burgemeester tot de fusie van 1977.

### Burgemeesters
| Tijdspanne | Tijdspanne  | Burgemeester           |
| ---------- | ----------- | ---------------------- |
|            | 1803 - 1840 | Lois Landrieu          |
|            | 1841 - 1852 | Ferdinand Landrieu     |
|            | 1852 - 1858 | Henry Houze            |
|            | 1859 - 1873 | Edmond Morel de Tangry |
|            | 1873 - 1879 | Narcisse Houze         |
|            | 1879 - 1882 | François Landrieu      |
|            | 1882 - 1885 | Lucien Derasse         |
|            | 1885 - 1912 | Amand Bay              |
|            | 1912 - 1927 | Arthur Deroubaix       |
|            | 1927 - 1945 | André Derasse          |
|            | ...         |                        |
|            | 1947 - 1953 | Emile Derasse          |
|            | 1954 - 1958 | Emile Masure           |
|            | 1959 - 1971 | Piat Ducrocq           |
|            | 1971 - 1977 | Jean-Paul Glorieux     |

## Nabijgelegen kernen
Esplechin, Taintignies, Willemeau, Doornik